# Badiza thermesia
Badiza thermesia là một loài bướm đêm trong họ Noctuidae.